# Renatas
Renatas ist  ein litauischer männlicher Vorname, abgeleitet von René. 

## Namensträger
- Renatas Norkus (*  1967), Verwaltungsjurist und Diplomat
- Renatas Požėla (* 1974), Verwaltungsjurist und Polizeikommissar